# 金浣
金浣（韓語：김완，1960年—），韩国前男子乒乓球运动员。他曾获得1986年亚洲运动会乒乓球比赛男子团体金牌。除此之外，他也在亚洲乒乓球锦标赛上获得一枚银牌和两枚铜牌。